# Lorenzo Batlle
Lorenzo Cristóbal Manuel Batlle y Grau (Montevideo, 10 de agosto de 1810 - Montevideo, 8 de mayo de 1887) fue un militar y político uruguayo, perteneciente al Partido Colorado. Ejerció como presidente de Uruguay desde el 1 de marzo de 1868 hasta el 1 de marzo de 1872.

## Inicios
Integrante de la Familia Batlle, fue hijo del comerciante español José Batlle y Carreó, personaje empresario y de fortuna en el Montevideo colonial, originario de Sitges, Cataluña, y de Gertrudis Grau y Font. Emigrado político a Río de Janeiro cuando el retiro de los españoles de Montevideo, sus propiedades fueron confiscadas por el gobierno de Artigas, y solo le fueron devueltas —aunque parcialmente— cuando los portugueses conquistaron la Provincia Oriental en 1817.
Sin poder recuperar su antiguo esplendor, los Batlle salieron de Montevideo en 1820 rumbo a Barcelona para afincarse allí. Poco después, Lorenzo Batlle pasó a la ciudad francesa de Sorèze, para completar sus estudios, los que terminaría en Madrid. En 1823 fue testigo presencial de la ejecución del militar español liberal Rafael de Riego, hecho que, según se asegura, lo marcó profundamente. Regresó solamente en 1831 a Montevideo, donde se hizo cargo de la diezmada herencia familiar, principalmente el molino harinero de la zona de la Aguada, donde naciera él mismo.
Ingresado al ejército en 1833, durante la Guerra Grande sirvió a las órdenes del Gobierno de la Defensa. Integró la Cámara de Representantes por el departamento de Montevideo entre 1842 y 1843 en la 4.ª legislatura, y entre 1843 y 1846 en la 5.ª legislatura.
En 1845, junto a la Legión Italiana que comandaba José Garibaldi, se distinguió en la toma de Colonia a las fuerzas de Manuel Oribe y el gobierno "del Cerrito". En 1846 integró la Asamblea de Notables que ofició junto al Consejo de Estado como Poder Legislativo. Al año siguiente fue designado Ministro de Guerra y Marina, ascendiendo a Coronel en 1851.
El escritor francés Alejandro Dumas, autor de Los tres mosqueteros, publicó en 1850 la novela llamada Montevideo o la nueva Troya (en francés: Montevideo, ou une nouvelle Troie), una novela histórica sobre la Guerra Grande que establece paralelismos con la clásica Guerra de Troya de la Antigua Grecia, siendo la ciudad de Troya asediada según la leyenda por diez años, una cantidad de tiempo similar a la duración del Sitio Grande. En dicho libro Dumas describió a Batlle de la siguiente manera:

«La naturaleza ha sido para él más que pródiga: lo hizo valiente, espiritual, lleno de talento; lo hizo, en fin, uno de esos hombres cuyo porvenir está destinado a resplandecer en la historia futura de América».

Después de la Guerra Grande y por un breve período, Lorenzo Batlle fue partidario de la política de fusión, pero casi enseguida retornó al Partido Colorado, siendo parte -como Ministro de Guerra y Marina- del equipo de gobierno del Triunvirato de 1853 que derrocó al gobierno de Juan Francisco Giró.
Poco después, el sector colorado más anticaudillista, denominado "Partido Conservador" lo contó entre sus filas, al igual que a César Díaz y Juan Carlos Gómez. Al producirse el primero de los motines que este grupo en 1855 contra el único miembro sobreviviente del Triunvirato, Venancio Flores, a quien reprochaban su actitud conciliadora. Fue también Ministro de Guerra del breve gobierno de Luis Lamas surgido tras la rebelión de los Conservadores de 1855.
El gobierno fusionista de Gabriel Antonio Pereira lo invitó a formar parte de su equipo como forma de conciliar a las dos facciones, y como tal fue Ministro de Hacienda entre marzo de 1856 y noviembre de 1857, renunciando poco antes de una nueva insurrección conservadora contra aquella administración, la cual, sin embargo, no apoyó decididamente. Por ello, no se vio implicado en la dura represión que este movimiento tuvo, y que desembocaría en la masacre de Quinteros, en febrero de 1858.

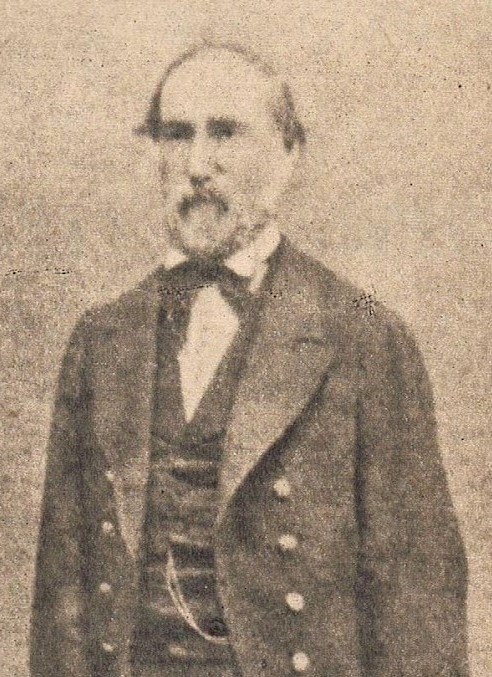
Fotografía de Lorenzo Batlle

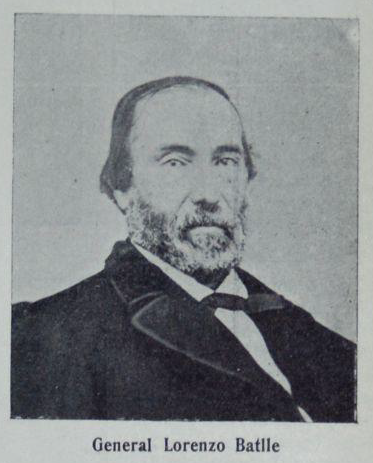

Estuvo luego alejado de la actividad política hasta 1865, en que, derrotada la política fusionista por el levantamiento del Partido Colorado dirigido por Venancio Flores, con apoyo del Imperio del Brasil, Lorenzo Batlle pasó a ser nuevamente Ministro de Guerra y Marina de aquel gobierno de facto, hasta 1868.

## Presidencia de la República
Asume la Presidencia de la República el 1 de marzo de 1868, para el período 1868-1872, venciendo por un voto la candidatura del general Gregorio Suárez, y al otro candidato José Cándido Bustamante. Asume en un Uruguay que sufre de las epidemias de cólera y fiebre amarilla y tras las confusas y sangrientas consecuencias de los asesinatos de los dos expresidentes, Venancio Flores y Bernardo Prudencio Berro, el día miércoles 19 de febrero de 1868. Así comienza su administración, siendo decididamente del Partido Colorado, con exclusión total de todo cargo político de elementos de la oposición del Partido Blanco.
Por esa razón, y por ser su nombre uno de los emblemas de la política más agresiva y cerrada a todo diálogo del Partido Colorado, Lorenzo Batlle debió enfrentar un serio movimiento insurreccional en su contra, preparado desde la Argentina por elementos del Partido Blanco dirigidos por el legendario y respetado caudillo Timoteo Aparicio: la "Revolución de las lanzas", que se desencadenó en 1870 y que por poco lo derrota y expulsa del poder.
El conflicto, que se extendería hasta 1872, fue una de las guerras civiles más prolongadas y sangrientas del siglo XIX uruguayo. Interpretado durante muchos años solamente a la luz de las divisas en pugna por el poder, las modernas tendencias historiográficas han encontrado también en la Revolución de las Lanzas un enfrentamiento entre dos universos distintos que coexistían en el mismo país: el urbano, portuario, europeizado y comercial, representado por Montevideo y el Partido Colorado; y el rural, mediterráneo, autosuficiente y ganadero, representado por la campaña (aún no controlada por un estado en vías de consolidación) y el Partido Blanco.
El 1 de marzo de 1872, sin haber podido controlar la situación, Lorenzo Batlle entregó el poder al Presidente del Senado, Tomás Gomensoro, quien finalmente llegaría a un acuerdo con los insurrectos a través del pacto conocido como Paz de Abril (6 de abril de 1872).
Durante su gobierno también tuvo lugar una crisis financiera ligada a la desaparición de las condiciones favorables creadas por la Guerra del Paraguay, durante la cual Montevideo fue punto de abastecimiento de las tropas de la Triple Alianza que marchaban hacia el frente. La afluencia de capitales que se invirtieron en diversas actividades, las más de ellas especulativas, terminaría hacia 1868, y el débil sistema bancario uruguayo, sobre el que el Estado no tenía casi control debido a su virtual acorralamiento financiero, colapsó en julio de aquel año.
La aparición de dos sectores de opinión divididos frente a la política de salvataje monetario del gobierno, oristas (partidarios de mantener un encaje metálico ajustado del papel moneda) y cursistas (partidarios de una mayor emisión de papel),  también fue fenómeno notable de aquella crisis, aunque cierta historiografía ha sobredimensionado quizás la importancia que estos tuvieron fuera del estricto marco urbano y del mundo de los negocios.
Como en varias ocasiones anteriores y posteriores, la prosperidad del débil capitalismo uruguayo estaba ligada, igual que su caída, a vaivenes externos que no respondían casi directamente al incremento o consolidación de su producción, ya buena parte de ella encuadrada dentro del marco de un sistema agro capitalista. Las  crisis posteriores de 1890 y 1913 son un ejemplo de ello.

### Gabinete de gobierno
| Ministerio            | Nombre                        | Período     |
| --------------------- | ----------------------------- | ----------- |
| Gobierno              | Héctor Varela                 | 1868        |
| Gobierno              | Emeterio Regúnaga             | 1868 - 1869 |
| Gobierno              | José Cándido Bustamante       | 1869 - 1872 |
| Relaciones Exteriores | José Eugenio Ellauri          | 1868        |
| Relaciones Exteriores | Manuel Herrera y Obes         | 1868 - 1869 |
| Relaciones Exteriores | Alejandro Magariños Cervantes | 1869        |
| Relaciones Exteriores | Alfredo Rodríguez             | 1869 - 1870 |
| Relaciones Exteriores | Manuel Herrera y Obes         | 1870 - 1872 |
| Hacienda              | Emeterio Regúnaga             | 1868        |
| Hacienda              | Pedro Bustamante              | 1868        |
| Hacienda              | Daniel Zorrilla               | 1868 - 1869 |
| Hacienda              | Alejandro Magariños Cervantes | 1869        |
| Hacienda              | Duncan Stewart                | 1869 - 1872 |
| Guerra y Marina       | José Gregorio Suárez          | 1868 - 1869 |
| Guerra y Marina       | Juan Pablo Rebollo            | 1869        |
| Guerra y Marina       | José Augusto Posolo           | 1869 - 1870 |
| Guerra y Marina       | Trifón Ordóñez                | 1870 - 1872 |

## Últimos años
Lorenzo Batlle no ocuparía cargos posteriores de relieve tras su presidencia, salvo cuando en 1877, durante el gobierno de Lorenzo Latorre, fue convocado a integrar una comisión que debería preparar el retorno a la normalidad institucional con las elecciones parlamentarias del año siguiente.
Nombrado Brigadier General por el gobierno de Máximo Santos en 1882, se exilió después a Buenos Aires, donde colaboró en el movimiento armado contra este en 1886, y que integraría también uno de sus dos hijos, José Batlle y Ordóñez. Tras el alejamiento de Santos del poder, retornó a Montevideo, falleciendo poco después.

## Descendencia
Lorenzo Batlle fue el primero de cuatro presidentes uruguayos vinculados a una familia emblemática dentro del Partido Colorado. Su hijo José Batlle y Ordóñez, destacado periodista y político, sería presidente en dos ocasiones en el siglo XX: 1903-1907 y 1911-1915. El sobrino del anterior, Luis Batlle Berres, ocuparía la presidencia en 1947. El hijo de este último, Jorge Batlle Ibáñez, lo haría al terminar el siglo, en el año 2000.
Lorenzo Batlle se había casado con Amalia Ordóñez en 1855, con la que hubo dos hijos: José Batlle y Ordóñez, ya mencionado, y Luis Batlle y Ordóñez (padre de su homónimo Luis Batlle Berres), quien moriría joven, quedando la crianza de su hijo Luis a manos de su tío José Batlle y Ordóñez.